# Баш-Кара-Суу
Баш-Кара-Суу — село в Аламудунском районе Чуйской области Кыргызстана. Входит в состав аильного округа Байтик. Код СОАТЕ — 41708 203 855 04 0.

## Население
| год     | 2009 | 2014 | 2015 |
| ------- | ---- | ---- | ---- |
| человек | 799  | 903  | 969  |

## Известные уроженцы
- Алымбеков, Накайбек (род. 1934) — Герой Социалистического Труда.
- Сыдыков, Абдыкерим Сыдыкович (1889—1938)  — общественный и государственный деятель, историк, один из первых киргизских учёных.